# 谷格兰德 (阿拉巴马州)
谷格兰德（英文：Valley Grande），是美国阿拉巴马州下属的一座城市。面积约为33.51平方英里（约合86.77平方公里）。根据2010年美国人口普查，该市有人口4,020人，人口密度为119.98/平方英里（约合46.33/平方公里）。